# Afrogryllacris rabida
Afrogryllacris rabida är en insektsart som först beskrevs av Karsch 1893.  Afrogryllacris rabida ingår i släktet Afrogryllacris och familjen Gryllacrididae. Inga underarter finns listade i Catalogue of Life.